# Untitled Horror Movie
Untitled Horror Movie é um filme de comédia de terror estadunidense de 2021 dirigido por Nick Simon, que co-escreveu o roteiro com Luke Baines. Baines também estrela o filme ao lado de Claire Holt, Darren Barnet, Emmy Raver-Lampman, Katherine McNamara e Timothy Granaderos. O filme foi gravado remotamente devido à pandemia de COVID-19.

## Elenco
- Luke Baines como Declan
- Darren Barnet como Max
- Timothy Granaderos como Kip
- Claire Holt como Kelly
- Katherine McNamara como Chrissy
- Emmy Raver-Lampman como Alex
- Kal Penn como Mark
- Aisha Tyler como Bobbie Brower
- Kevin Daniels como Harry
- Lesly Kahn como ela mesma
- Sohm Kapila as Michelle

## Recepção
No Rotten Tomatoes, o filem tem 80% de aprovação com base em 12 críticas, com uma classificação média de 6,90/10.